# Nílton Santos

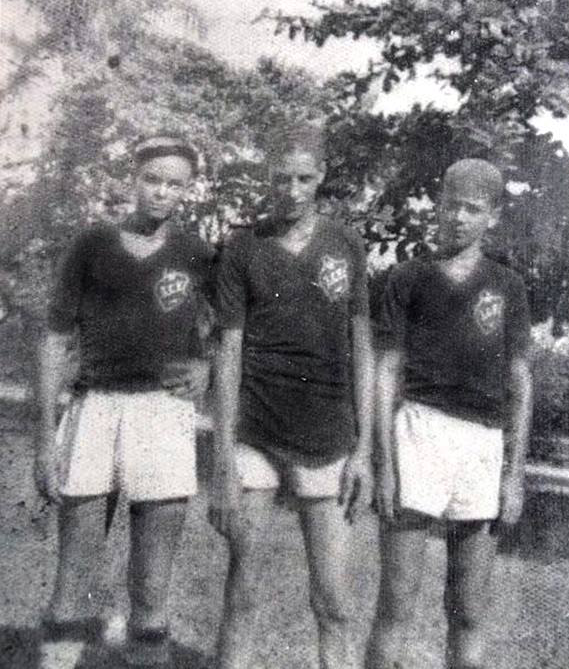
Nilton Santos no Flexeiras Atlético Clube em 1939. Nilton Santos é o terceiro da esquerda pra direita.

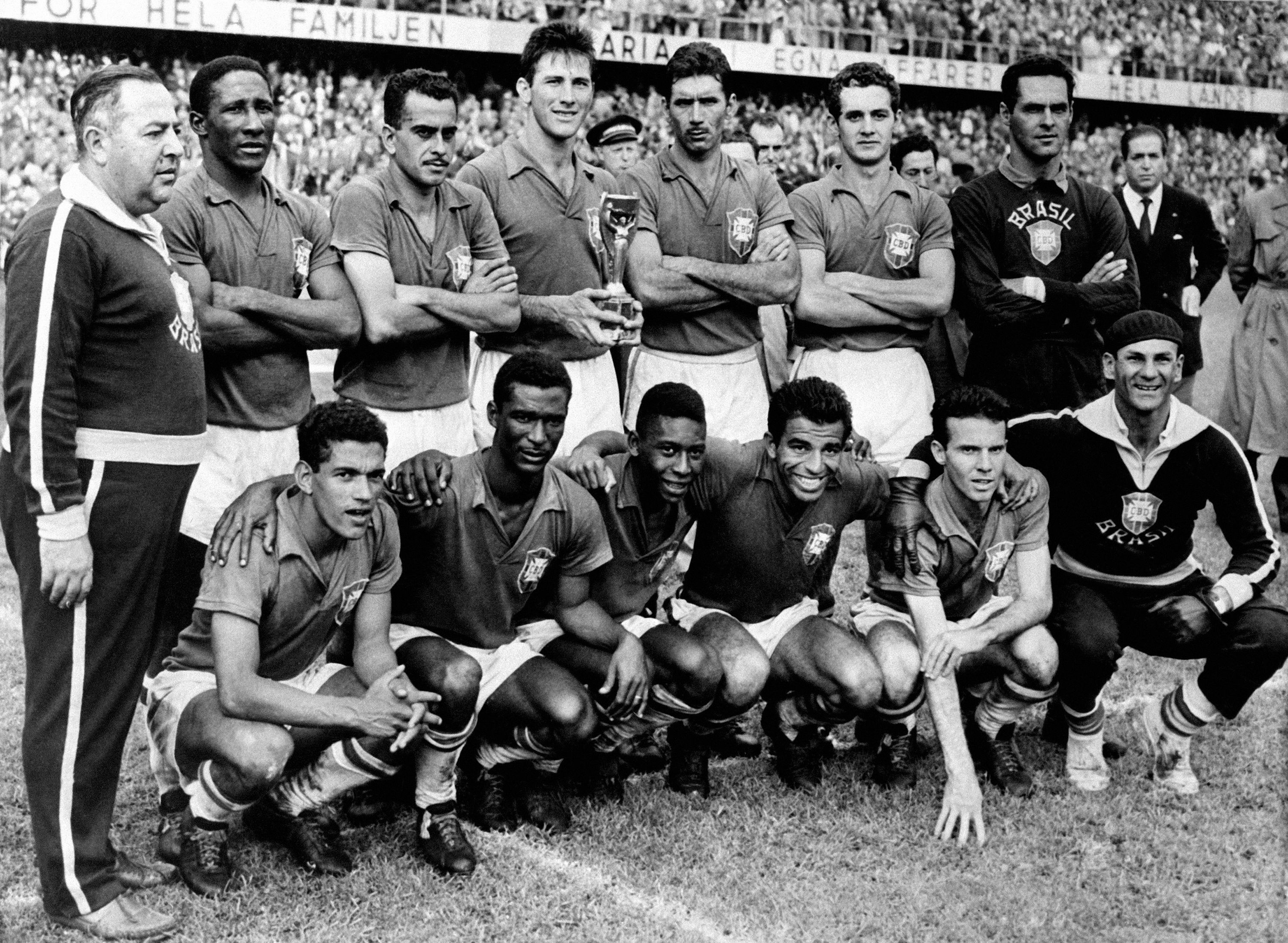
Brasil 1958: Vicente Feola (treinador), Djalma Santos, Zito, Bellini, Nilton Santos, Orlando, Gylmar - Garrincha, Didi, Pelé, Vava, Zagallo

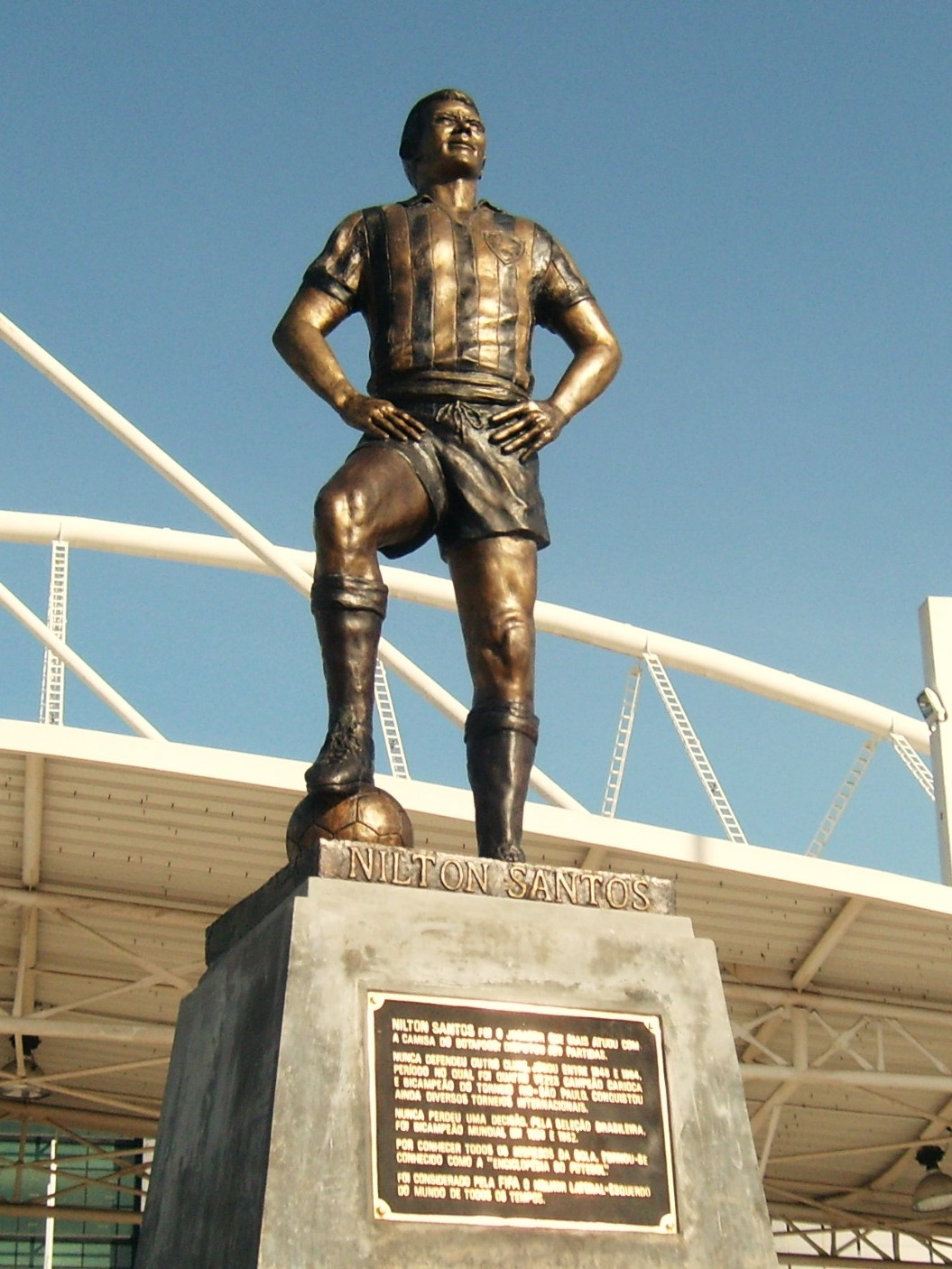
Estátua de Nilton Santos inaugurada em 2009 no Estádio Nilton Santos, Rio de Janeiro

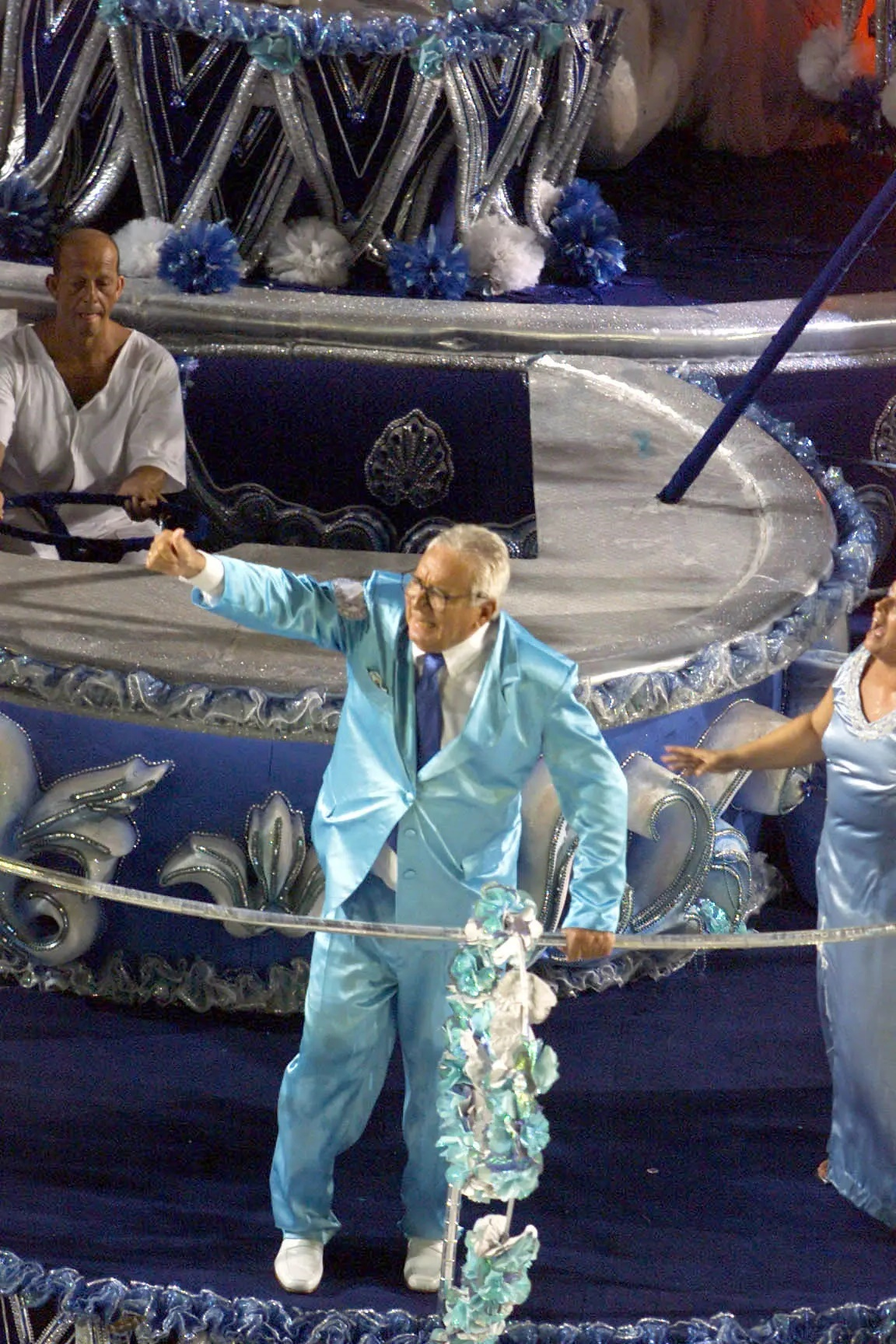
Nilton Santos no desfile da Vila Isabel em sua homenagem.

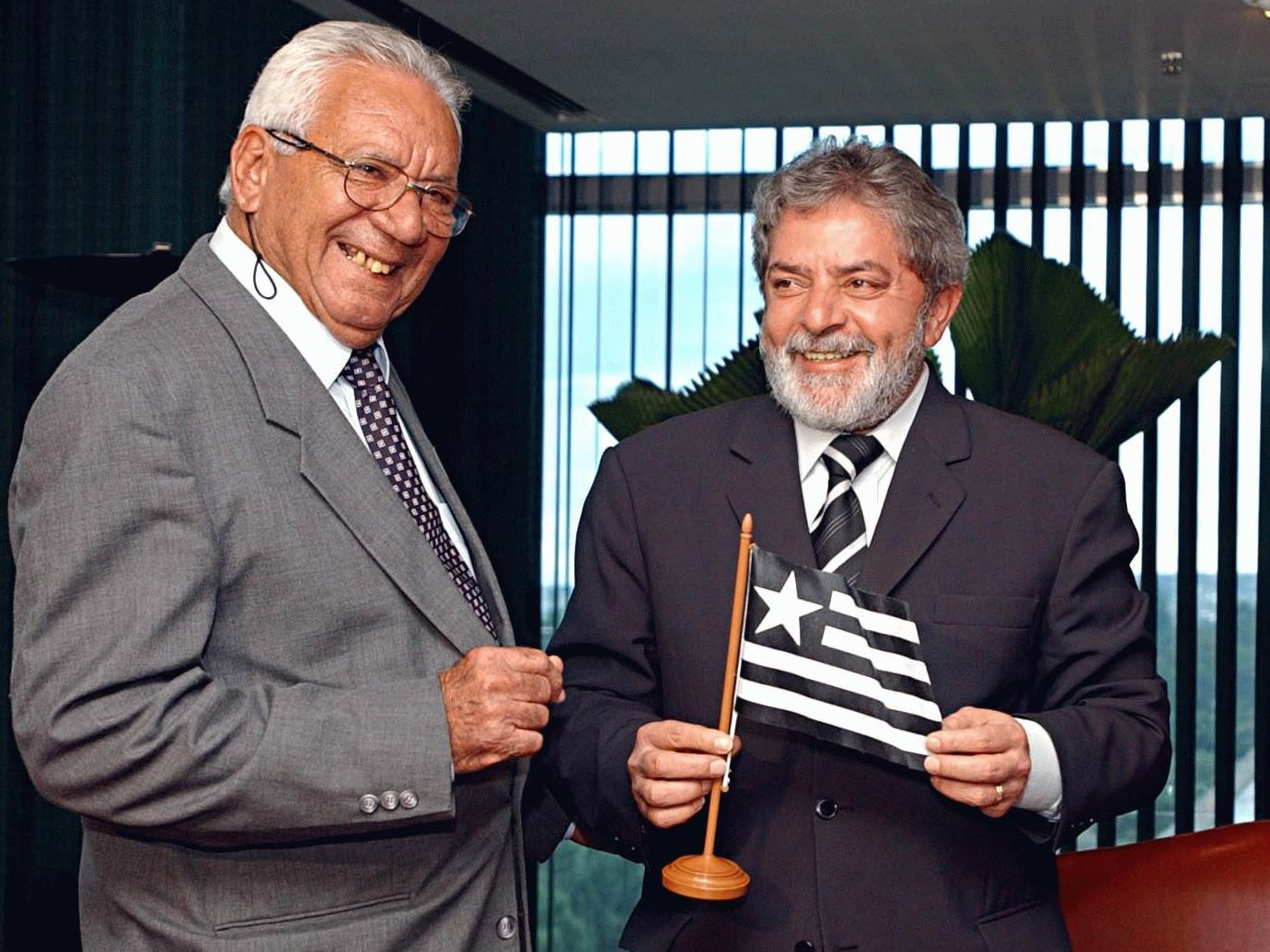
Nilton Santos presenteia bandeira do Botafogo FR ao presidente do Brasil, Lula da Silva, em março de 2004

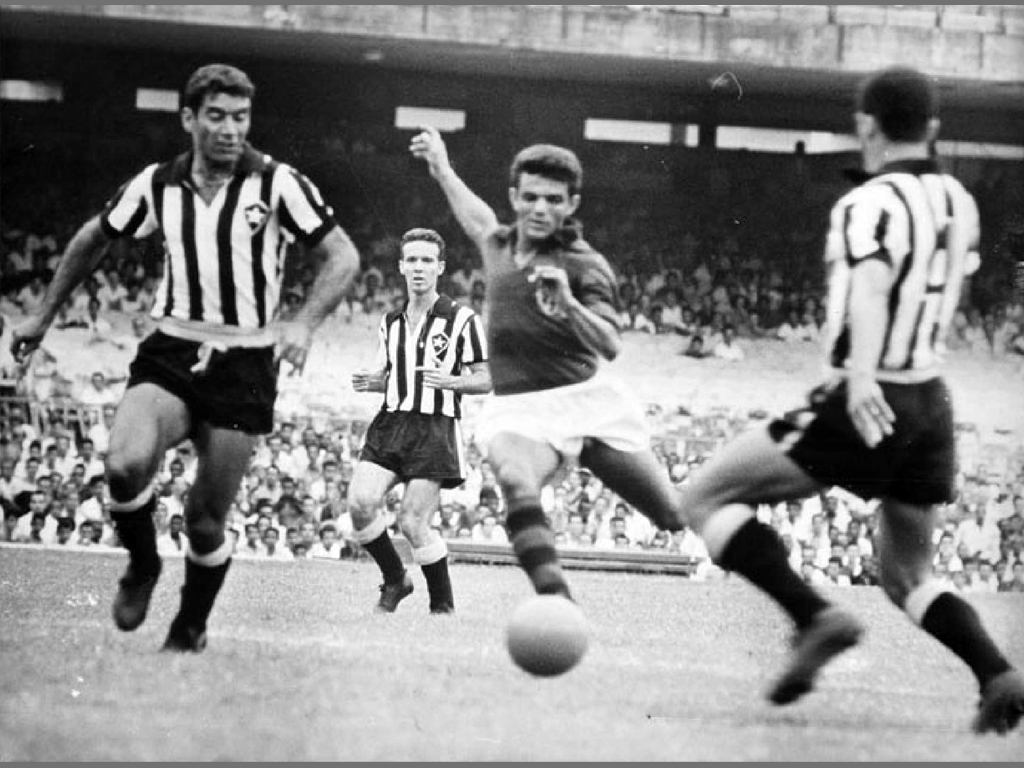
Nilton Santos em jogo no Maracanã, anos 60

Nilton dos Santos, mais conhecido como Nilton Santos (Rio de Janeiro, 16 de maio de 1925 — Rio de Janeiro, 27 de novembro de 2013), foi um futebolista brasileiro que atuou como lateral-esquerdo. Em 2000, foi eleito pela FIFA como o melhor lateral-esquerdo de todos os tempos.  Jogou durante toda sua carreira pelo Botafogo, clube pelo qual é o recordista no número de partidas, tendo atuado em 723 jogos. 
Integrou o plantel da seleção brasileira nos campeonatos mundiais de 1950, 1954, 1958 e 1962, tendo sido campeão nos dois últimos.
Foi chamado de "A Enciclopédia" por causa dos conhecimentos sobre o futebol e por ser completo como jogador, foi o precursor em arriscar subidas ao ataque através da lateral do campo. Revolucionou a posição de lateral-esquerdo, utilizando-se de sua versatilidade ao defender e atacar, inclusive marcando gols, numa época do futebol em que sua posição tinha apenas a função defensiva. Homenageado pelo Botafogo, dá nome ao Estádio Olímpico Nilton Santos. Faleceu em 27 de novembro de 2013 vítima de uma infecção pulmonar, no bairro de Botafogo (RJ), na Fundação Bela Lopes.

## Botafogo
Nascido e criado na Ilha do Governador, foi descoberto por um oficial da Aeronáutica enquanto cumpria serviço militar. Levado para jogar no Botafogo em 1948, somente deixou General Severiano em 1964, quando abandonou os gramados. Vestiu apenas duas camisas ao longo de sua carreira: a do Botafogo e a da Seleção Brasileira. Sua estreia com a camisa do clube da estrela solitária aconteceu contra o América Mineiro. No Campeonato Carioca de 1948, disputou seu primeiro jogo contra o Canto do Rio em Caio Martins. O Botafogo venceu por 4 a 2. O Alvinegro de General Severiano foi o campeão carioca de 1948. No entanto, no primeiro jogo do carioca contra o São Cristóvão quem atuou pela equipe principal foi Nilton Barbosa.
A segurança defensiva de Nilton Santos rendeu diversos elogios nos anos 50. Dâmaso Salcede do Jornal dos Sports em 1955 chamou Nilton Santos de "o maior zagueiro brasileiro desde Domingos da Guia".  Para Vargas Neto, Sylvio Pirillo foi demitido do Botafogo em 1952 ao "inventar" de colocar Nilton Santos mais à frente, como meia. Mário Filho em 1957 chamou Nilton Santos de sucessor de 
Domingos da Guia.
Nilton Santos atuou sua carreira toda no Botafogo, onde conquistou por quatro vezes o campeonato estadual (1948, 1957, 1961 e 1962), duas vezes o Torneio Rio–São Paulo (1962 e 1964) e uma vez o Torneio de Paris (1963) — além de outros títulos internacionais. Nilton Santos é recordista de jogos pelo clube, com 718 participações e 11 gols entre 1948 e 1964.

## Seleção Brasileira

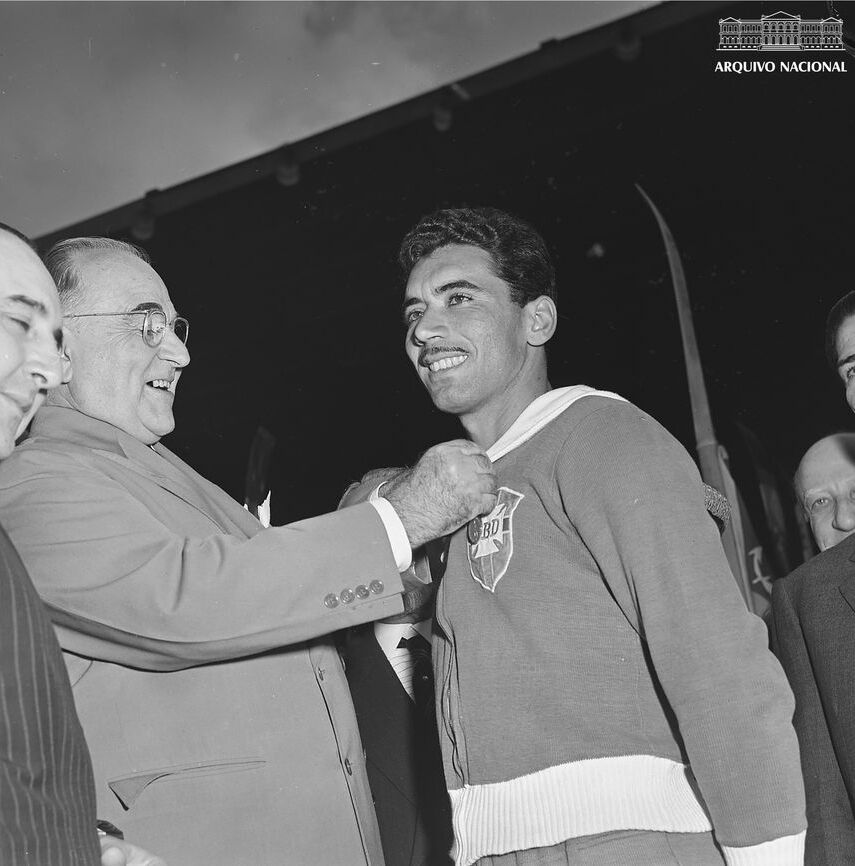
Nilton Santos sendo condecorado por Getúlio Vargas na conquista do Panamericano de 1952

Nilton estreou pela seleção no Sul-Americano de 1949, vencida pelo Brasil. Fo vice-campeão na Copa do Mundo de 1950. Ainda foi campeão com a seleção do Pan-Americano de 1952, bicampeão mundial em 1958 na Suécia e 1962 no Chile. Atuou em 75 partidas oficiais e 10 não oficiais. Sua despedida da seleção ocorreu na final da Copa de 1962. Marcou dois gols com a camisa da seleção.
Na Seleção Brasileira, Nilton foi um jogador chave na defesa durante os campeonatos mundiais em que participou e ficou famoso internacionalmente por marcar um gol magnífico no torneio de 1958, quando o Brasil jogou com a Áustria. Trazendo a bola do campo de defesa e driblando o time adversário inteiro (e deixando doido o técnico Vicente Feola), finalizou com um ótimo chute.
Outra jogada sua sempre lembrada é a do pênalti que cometeu contra o atacante Enrique Collar no jogo contra a Espanha na Copa do Mundo de 1962, considerado a partida mais difícil daquela campanha. O árbitro marcou a falta, mas quando chegou perto para conferir o lance, colocou a bola fora da área, pois não percebeu que Nilton, sem se desesperar e gesticular os braços como fariam outros jogadores, matreiramente havia dado dois passos e saído da área, enganando o árbitro.

## Vida como ex-jogador
Depois que parou de jogar, Nilton Santos se especializou em contar passagens divertidas da vida de Garrincha, seu "compadre" e amigo íntimo de muitos anos. Ele dizia, por exemplo, que na sua frente, Garrincha, um contumaz alcoólatra, nunca havia tomado um gole, pedindo sempre um "copo de água" quando o via.
Escreveu “Minha Bola, Minha Vida”, livro que conta sua história através dos campos do mundo. Ele também foi homenageado no Cantinho da Saudade em dezembro de 1999, no Museu dos Esportes Edvaldo Alves de Santa Rosa – Dida, que fica localizado no Estádio Rei Pelé em Maceió.

## Vida pessoal
Nilton foi casado duas vezes: com Abigail, com quem teve dois filhos - Carlos Eduardo e Andréa - e com Maria Coeli até sua morte. Morou, além do Rio de Janeiro, em Araruama e em Brasília. Nesta última trabalhou com escolinhas de futebol e chegou a escrever uma coluna no jornal Correio Braziliense e tornou-se cidadão honorário.

## Homenagens
Nilton Santos faz parte do FIFA 100. Foi homenageado no Prêmio Craque do Brasileirão de 2007. Foi eleito pela IFFHS o 9º maior jogador brasileiro do século, o 28º da América do sul, e o maior lateral esquerdo de todos os tempos pela Federação internacional de futebol.
Em 2000, época em que desenvolvia um projeto social com jovens por meio do futebol no estado do Tocantins, o governo local lhe homenageou com seu nome o Estádio Nilton Santos em Palmas.
No ano de 2009, uma estátua de Nilton Santos foi inaugurada em frente às catracas do setor da ala Oeste no Estádio Olímpico João Havelange, que posteriormente seria rebatizado para Estádio Olímpico Nilton Santos em sua homenagem.
No carnaval de 2002 foi homenageado pela Unidos de Vila Isabel com o enredo "O Glorioso Nilton Santos... Sua Bola, Sua Vida, Nossa Vila...". Nilton participou do desfile, ao lado da esposa, Maria Coeli.

## Morte
Nilton Santos, que nos últimos anos sofria do Mal de Alzheimer, morreu em 27 de novembro de 2013 na Fundação Bela Lopes, no bairro de Botafogo, Rio de Janeiro, vítima de infecção pulmonar. Tanto as despesas médicas como do sepultamento foram custeadas pelo Botafogo. Foi sepultado no Cemitério de São João Batista.

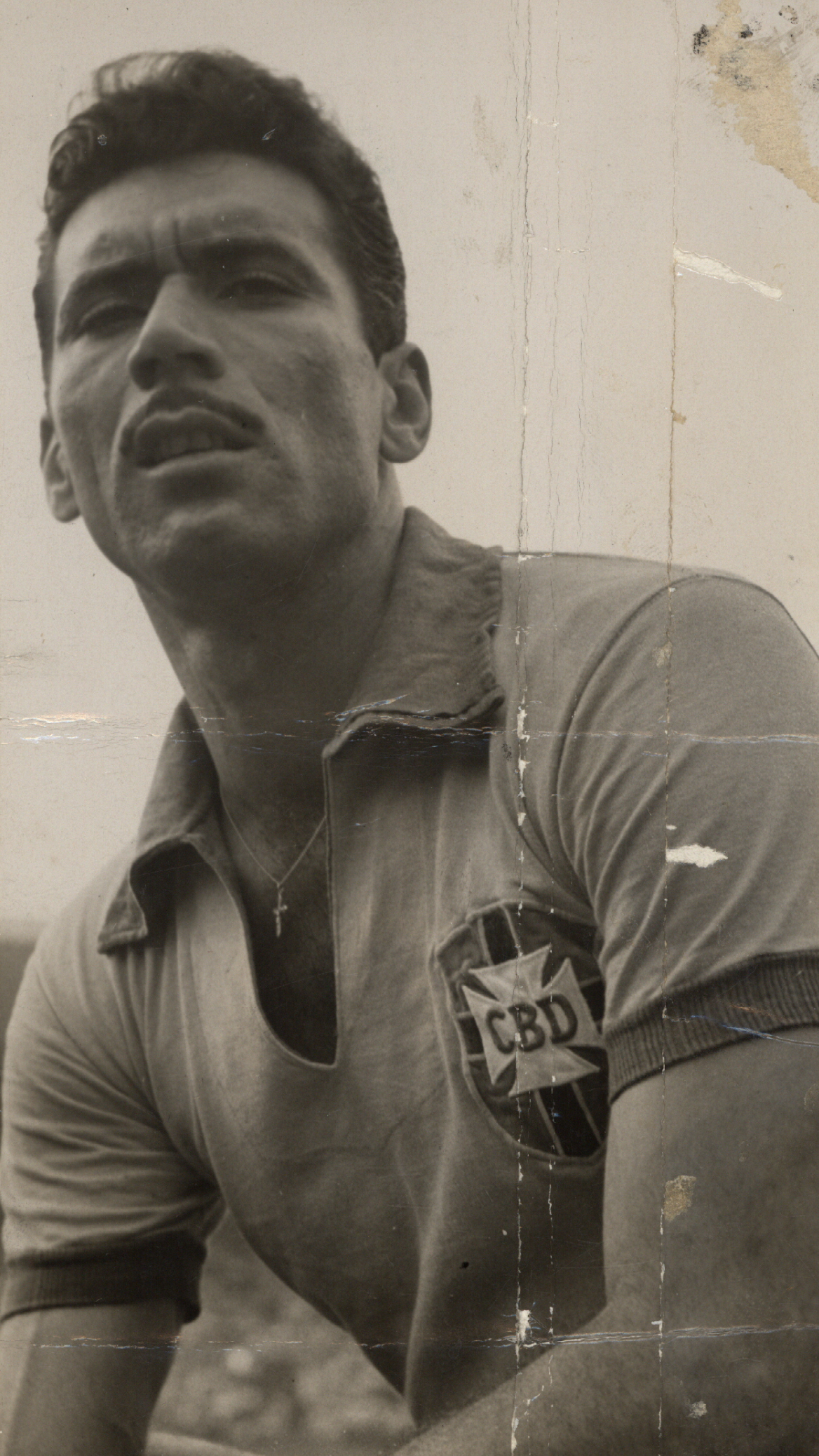
Em 1956

## Títulos
Botafogo
- Torneio Rio–São Paulo: 1962 e 1964
- Campeonato Carioca[15]: 1948, 1957, 1961 e 1962
- Torneio Municipal: 1951

Seleção Carioca
- Campeonato Brasileiro: 1950

Seleção Brasileira
- Copa do Mundo: 1958 e 1962
- Campeonato Sul-americano: 1949
- Taça Oswaldo Cruz: 1950, 1955, 1956, 1958, 1961 e 1962
- Copa Rio Branco: 1950
- Campeonato Pan-americano: 1952
- Taça Bernardo O'Higgins: 1955, 1959 e 1961
- Taça do Atlântico: 1956 e 1960

### Outras conquistas
Botafogo
- Torneio Triangular de Porto Alegre: 1951
- Torneio Internacional da Colômbia: 1960
- Taça dos Campeões Estaduais Rio-São Paulo: 1961
- Torneio Início do Campeonato Carioca: 1961, 1962 e 1963
- Torneio Internacional da Costa Rica: 1961
- Torneio Pentagonal do México: 1962
- Torneio de Paris: 1963
- Torneio Jubileu de Ouro da Associação de Futebol de La Paz: 1964
- Panamaribo Cup: 1964
- Torneio Governador Magalhães Pinto: 1964

### Prêmios individuais
- Time das Estrelas da Copa do Mundo: 1958 e 1962
- Melhor lateral-esquerdo de todos os tempos eleito pela FIFA: 2000[16]
- Seleção de Futebol da América do Sul do Século XX (IFFHS): 2000[17]
- FIFA 100: 2004[18]
- Time do século do Botafogo: 2004[19]
- Time dos sonhos do Botafogo (Placar): 1982, 1994 e 2006[20]
- Prémio Golden Foot (Lenda do Futebol): 2009[21]
- Jogador Clássico da FIFA: 2013[22]
- 2° Maior ídolo da História do Botafogo (O Globo): 2020[23]
- Seleção de Todos os Tempos do Brasil (IFFHS): 2021[24]
- 26.º melhor jogador de futebol do século XX na América do Sul da IFFHS[carece de fontes?]
- 9.º melhor jogador de futebol do século XX no Brasil da IFFHS[carece de fontes?]